# Lyngsjön (Drängsereds socken, Halland)
Lyngsjön är en sjö i Hylte kommun i Halland och ingår i Ätrans huvudavrinningsområde. Sjön har en area på 0,14 kvadratkilometer och ligger 133 meter över havet. Sjön avvattnas av vattendraget Stampån.

## Delavrinningsområde
Lyngsjön ingår i det delavrinningsområde (632685-132840) som SMHI kallar för Inloppet i Vismen. Medelhöjden är 142 meter över havet och ytan är 14,73 kvadratkilometer. Det finns inga avrinningsområden uppströms utan avrinningsområdet är högsta punkten. Stampån som avvattnar avrinningsområdet har biflödesordning 2, vilket innebär att vattnet flödar genom totalt 2 vattendrag innan det når havet efter 57 kilometer. Avrinningsområdet består mestadels av skog (65 %) och sankmarker (14 %). Avrinningsområdet har 1,23 kvadratkilometer vattenytor vilket ger det en sjöprocent på 8,3 %.